# پادشاهی ایبری
پادشاهی ایبِری (به گرجی: იბერიის სამეფო ایبِریئیسْ سامِپُ) قلمرو پادشاهی گرجستان باستان است که حدود ۳۰۰۰ سال پیش، توسط نیاکان گرجی‌های امروزی — که با شکست از مادها عده‌ای از آن‌ها از اورارتو مهاجرت کردند — بنا نهاده شد.
ایبری که در زبان گرجی با نام «کارتلی» (استان مرکزی گرجستان) هم شناخته می‌شود، در دوران باستان و هم‌چنین پیش از قرون وسطی نقشی مهم در قفقاز داشت. گرچه پادشاهی ایبری یک پادشاهی مستقل بود، اما در برهه‌های زمانی، به عنوان خراجگزار امپراتوری‌های بزرگ از جمله امپراتوری روم و ساسانیان محسوب می‌شد. ایبریا(گرجستان) همواره در طول تاریخ تحت نفوذ فرهنگی ، سیاسی و قومی هخامنشیان ، اشکانیان و ساسانیان بوده است. خاندان مهران به عنوان ساسانیان ایبری  بنیانگذار سلسله پادشاهی خسرویانی ها در ایبریا(گرجستان) مسیحیت را دین رسمی اعلام کردند و کلیساهای بسیاری در طول قرن‌ها در سراسر منطقه گرجستان ساخته شد.تاسیس و ساخت شهر تفلیس نیز به فرمان واختانگ یکم از سلسله پادشاهی خسرویانی ها میباشد‌.
اصطلاح ایبری از دو اصطلاح «ایبریای قفقاز» و «شبه جزیرهٔ ایبری» در اروپا می باشد که هر کدام تعریف جداگانه دارد.

## تاریخ
در سدهٔ هشتم پیش از میلاد، دیائوخی در نتیجه قدرت گرفتن اورارتو فروپاشید. غلبه کول‌ها (کولخیس) و مخالفت آن‌ها با تائوها (دیائوخی) نیز در این امر سهیم بود. قسمتی از سرزمین دیائوخی به کول‌ها واگذار شد. مدتی بعد کشمکش بین کول‌ها و اورارتو آغاز شد و کول‌ها شکست خوردند.
قلمرو اورارتو در زمان خود وسیع‌ترین امپراتوری به‌شمار می‌رفت. در قرن هفتم پیش از میلاد، همزمان با آغاز دوره ضعف اورارتو، مادها پادشاهی ماد را تأسیس کردند. با قدرت گرفتن ماد و شکست خوردن اورارتو، مادها حوالی ارمنستان امروزی ساکن شدند که نتیجه ترکیب این دو قوم (گرجی و ماد) قوم ارمنی بود. در اوسط سدهٔ ششم پیش از میلاد، هخامنشیان جایگزین مادها، در حکومت بر جنوب گرجستان باستان شدند.
سده‌های ششم تا چهارم پیش از میلاد، دوره استحکام قبایل کارتلی، عمدتاً ساکنان گرجستان شرقی شد. کشمکش بین کنفدراسیون‌های مختلف گرجی در نهایت منتج به تشکیل پادشاهی ایبری به پایتختی متسختا شد.

## دوران سلطنت پارناواز(فرنواز) یکم
فرنواز یکم در سن ۲۷ سالگی به سلطنت رسید و نوعی ساماندهی اداری – نظامی را به وجود آورد که بر مبنای حکومت حاکمان بومی هر منطقه بود که بر طبق آن ساختار کلی حکومتی و سلسله مراتب قدرت به این ترتیب بود:
جنگجویان حرفه‌ای سازماندهی شده از سراسر قلمرو پادشاهی و کشورهای همسایه که هر صد تَن از آنان زیر فرمان فرمانده‌ای موسوم به «آسیستاوی» (سرکردهٔ صد نفر) بودند، آسیستاوی‌ها فرزندان خانواده‌های اشراف بودند که خود تحت فرمان فرمانده‌ای موسوم به «تسیخیستاوی» (سرکردهٔ قلعه) بودند، تسیخیستاوی‌ها فرماندهان پادگان‌های مستقر در قلعه‌های سلطنتی بودند که خود تحت فرمان فرمانده‌ای موسوم به «اریستاوی» (سرکردهٔ مردم) بودند. اریستاوی‌ها که جمعاً ۷ نفر بودند افراد بومی ایالت‌های هفتگانهٔ گرجستان (کولخیس، کاختی، خونانی، سامشویلده، تسوندا، ادزرخه و کلارجتی) بودند که توسط پادشاه برگزیده شده و زیر فرمان شخصی ملقب به سپه سالار بودند و خود سپه سالار نیز مستقیماً از شخص پادشاه فرمان می‌برد.
بدیهی است که این تقسیمات کشوری در درجهٔ اول جهت پیشبرد اهداف نظامی و به منظور سازماندهی مردم به منظور تقویت استحکامات دفاعی به کار گرفته شده بود، ولی جهت‌گیری این سازماندهی هیچ وقت به سمت مقابله با کشورهای همسایه نبود. پس از نزدیک شدن جمعیت مردم قلمرو پادشاهی به عدد ۶۰۰٬۰۰۰ که شامل جمعیت اسرا، مردم خراجگزار خارج از مرزهای قلمرو پادشاهی و مردم خود گرجستان بود، امکان وجود سپاهی با بیش از ۱۰۰ هزار نیرو وجود داشته، اما بر طبق مستندات، ارتش گرجستان در آن زمان متشکل از حدود ۷۰٬۰۰۰ تَن مرد جنگی بوده‌است، یعنی ۱۰٬۰۰۰ تَن به ازای هر ایالت.
پارناواز پس از سازماندهی اداری و نظامی گرجستان، شروع به انجام کارهایی با مضمون اجتماعی و فرهنگی نمود. او علاوه بر آبادانی شهرها و روستاهایی که قبلاً توسط اسکندر مقدونی به ویرانی کشیده شده بودند، به دو پروژهٔ عمرانی نیز رسیدگی کرده‌است که یکی از آن‌ها ساختن تندیسی برای آرمازی (خدای مردم گرجی قبل از مسیحیت) است که بر بلندای کوهی در نزدیکی متسختا و در محوطه‌ای شبیه یک قلعهٔ سلطنتی ساخته شد.

ایالت‌های قلمرو پادشاهی ایبری در طول حکومت پارناواز یکم

پارناواز در طول حکومت خود مردم طوایف مختلف شمال قفقاز را نیز متحد کرد و با زنی اهل «دزوردزوک» (قومی در قفقاز شمالی) ازدواج کرد تا دزوردزوک‌ها را نیز به اتحادیهٔ گرجستان پیوند دهد. همسر پارناواز به او کمک کرد تا قلمرو پادشاهی اش را با خراجگزار آشفته و متلاطم اش متحد کرده و آن را آرامش ببخشد.
بر طبق نوشته‌های تاریخی گرجستان، پارناواز سیستم نوشتاری گرجی را ابداع کرده و زبان گرجی را زبان رسمی قلمروی پادشاهی خود قرار داد.
مورخین دوران طویل سلطنت پارناواز را ۶۵ ساله نوشته‌اند.
پس از مرگ پارناواز، او را مقابل تندیس آرمازی به خاک سپردند و پسر او سااورماگ جانشین او بر تخت فرمانروایی بر قلمرو پادشاهی ایبری شد.

## پادشاهان ایبری
| آزون                            | ۳۲۹ – ۳۰۵ قبل از میلاد      | پادشاه ایبری  |
| سلسلهٔ پارناوازیانی‌ها(فرنوازیان) |                             |               |
| پارناواز یکم(فرنواز یکم)        | ۳۰۵ – ۲۴۰ قبل از میلاد      | پادشاه ایبری  |
| سااورماگ                        | قرن سوم قبل از میلاد        | پادشاه ایبری  |
| میریان یکم                      | قرن دوم قبل از میلاد        | پادشاه ایبری  |
| پارناجوم                        | قرن دوم قبل از میلاد        | پادشاه ایبریا |
| آراشک یکم                       | قرن دوم قبل از میلاد        | پادشاه ایبری  |
| آریک                            | قرن دوم قبل از میلاد        | پادشاه ایبری  |
| بارتوم                          | قرن دوم قبل از میلاد        | پادشاه ایبری  |
| میریان دوم                      | قرن دوم قبل از میلاد        | پادشاه ایبری  |
| آرشاک دوم                       | قرن دوم قبل از میلاد        | پادشاه ایبری  |
| آدرک                            | قرن دوم قبل از میلاد        | پادشاه ایبری  |
| دو پادشاهی                      |                             |               |
| کاردزام و بارتوم                | قرن دوم قبل از میلاد        | پادشاه ایبریا |
| کائوز و پارسمان                 | قرن دوم قبل از میلاد        | پادشاه ایبریا |
| آرسوک و آرمازلی                 | قرن اول قبل از میلاد        | پادشاه ایبریا |
| آمازاسپ و دروک                  | قرن اول قبل از میلاد        | پادشاه ایبریا |
| پارسمان کولی و پارسمان آوازی    | قرن اول قبل از میلاد        | پادشاه ایبریا |
| روکی و میردات                   | قرن اول قبل از میلاد        | پادشاه ایبریا |
| پایان دو پادشاهی                |                             |               |
| آرتوک                           | قرن اول قبل از میلاد        | پادشاه ایبریا |
| پارناواز دوم                    | قرن اول قبل از میلاد        | پادشاه ایبریا |
| میتریدات یکم                    | قرن اول قبل از میلاد        | پادشاه ایبریا |
| پارسمان یکم                     | سدهٔ یکم میلادی              | پادشاه ایبریا |
| میتریدات دوم                    | سدهٔ یکم میلادی              | پادشاه ایبریا |
| میتریدات سوم                    | سدهٔ یکم میلادی              | پادشاه ایبریا |
| پارسمان دوم                     | سدهٔ دوم میلادی              | پادشاه ایبریا |
| خسپارنوگ                        | سدهٔ دوم میلادی              | پادشاه ایبریا |
| آدام                            | سدهٔ دوم میلادی              | پادشاه ایبریا |
| پارسمان چهارم                   | سدهٔ سوم میلادی              | پادشاه ایبریا |
| آمازاسپ                         | سدهٔ سوم میلادی              | پادشاه ایبریا |
| رو مارتالی                      | سدهٔ سوم میلادی              | پادشاه ایبریا |
| واچه                            | سدهٔ سوم میلادی              | پادشاه ایبریا |
| باکور                           | سدهٔ سوم میلادی              | پادشاه ایبریا |
| میردات                          | سدهٔ سوم میلادی              | پادشاه ایبریا |
| آسپاگور                         | سدهٔ چهارم میلادی            | پادشاه ایبریا |
| پادشاهان مسیحی                  |                             |               |
| سلسلهٔ خسرویانی‌ها                |                             |               |
| میریان سوم                      | دههٔ ۴۰ سدهٔ ۴ میلادی         | پادشاه ایبریا |
| باکور دوم                       | دههٔ ۵۰ سدهٔ ۴ میلادی         | پادشاه ایبریا |
| تردات                           | دههٔ ۶۰ و ۷۰ سدهٔ ۴ میلادی    | پادشاه ایبریا |
| واراز                           | دهه‌های ۷۰ و ۸۰ سدهٔ ۴ میلادی | پادشاه ایبریا |
| باکور سوم                       | دهه‌های ۸۰ و ۹۰ سدهٔ ۴ میلادی | پادشاه ایبریا |
| پارسمان پنجم                    | اتصال سده‌های ۴ و ۵ میلادی   | پادشاه ایبریا |
| میتریدات ششم                    | دههٔ ۱۰ سدهٔ ۵ میلادی         | پادشاه ایبریا |
| آرچیل یکم                       | دهه‌های ۲۰ و ۳۰ سدهٔ ۵ میلادی | پادشاه ایبریا |
| میتریدات هفتم                   | دهه‌های ۴۰ و ۵۰ سدهٔ ۵ میلادی | پادشاه ایبریا |
| واختانگ یکم                     | ۴۳۸ – ۴۹۱ میلادی            | پادشاه ایبریا |
| داچی                            | ۴۹۱تا ابتدای سدهٔ ۶ میلادی   | پادشاه ایبریا |
| باکور چهارم                     | دههٔ ۱۰ سدهٔ ۶ میلادی         | پادشاه ایبریا |
| پارسمان ششم                     | دهه‌های ۲۰ و ۳۰ سدهٔ ۶ میلادی | پادشاه ایبریا |
| باکور پنجم                      | دههٔ ۴۰ سدهٔ ۶ میلادی         | پادشاه ایبریا |